# Оскар (кинопремия, 1950)
22-я церемония вручения наград премии «Оскар» за заслуги в области кинематографа за 1949 год прошла 23 марта 1950 года в RKO Pantages Theatre (Голливуд, Калифорния).

## Статистика
| Фильм                                                | номинации | награды |
| ---------------------------------------------------- | --------- | ------- |
| • Наследница / The Heiress                           | 8         | 4       |
| • Вся королевская рать / All the King's Men          | 7         | 3       |
| • Приходи в конюшню / Come to the Stable             | 7         | -       |
| • Поле битвы / Battleground                          | 6         | 2       |
| • Чемпион / Champion                                 | 6         | 1       |
| • Вертикальный взлёт / Twelve O'Clock High           | 4         | 2       |
| • Пески Иводзимы / Sands of Iwo Jima                 | 4         | -       |
| • Письмо трём жёнам / A Letter to Three Wives        | 3         | 2       |
| • Пинки / Pinky                                      | 3         | -       |
| • Джолсон снова поёт / Jolson Sings Again            | 3         | -       |
| • Маленькие женщины / Little Women                   | 2         | 1       |
| • Похождения дона Жуана / Adventures of Don Juan     | 2         | 1       |
| • Поверженный идол / The Fallen Idol                 | 2         | -       |
| • Моё глупое сердце / My Foolish Heart               | 2         | -       |
| • Коварный лис Борджиа / Prince of Foxes             | 2         | -       |
| • История Страттона / The Stratton Story             | 1         | 1       |
| • Увольнение в город / On the Town                   | 1         | 1       |
| • Дочь Нептуна / Neptune's Daughter                  | 1         | 1       |
| • Она носила жёлтую ленту / She Wore a Yellow Ribbon | 1         | 1       |
| • Могучий Джо Янг / Mighty Joe Young                 | 1         | 1       |
| • Похитители велосипедов / Ladri di biciclette       | 1         | 0 + 1   |

## Список лауреатов и номинантов
★ Победители выделены отдельным цветом. 

### Основные категории
| Категории                                                                    | Лауреаты и номинанты                                                                              | Лауреаты и номинанты                                                 |
| ---------------------------------------------------------------------------- | ------------------------------------------------------------------------------------------------- | -------------------------------------------------------------------- |
| Лучший фильм                                                                 | ★ Вся королевская рать (Robert Rossen Productions)                                                | ★ Вся королевская рать (Robert Rossen Productions)                   |
| Лучший фильм                                                                 | • Поле битвы (Metro-Goldwyn-Mayer)                                                                |                                                                      |
| Лучший фильм                                                                 | • Наследница (Paramount)                                                                          |                                                                      |
| Лучший фильм                                                                 | • Письмо трём жёнам (20th Century Fox)                                                            |                                                                      |
| Лучший фильм                                                                 | • Вертикальный взлёт (20th Century Fox)                                                           |                                                                      |
| Лучший режиссёр                                                              | ★ Джозеф Л. Манкевич за фильм «Письмо трём жёнам»                                                 | ★ Джозеф Л. Манкевич за фильм «Письмо трём жёнам»                    |
| Лучший режиссёр                                                              | • Роберт Россен — «Вся королевская рать»                                                          |                                                                      |
| Лучший режиссёр                                                              | • Уильям Уэллман — «Поле битвы»                                                                   |                                                                      |
| Лучший режиссёр                                                              | • Кэрол Рид — «Поверженный идол»                                                                  |                                                                      |
| Лучший режиссёр                                                              | • Уильям Уайлер — «Наследница»                                                                    |                                                                      |
| Лучший актёр                                                                 |                                                                                                   | ★ Бродерик Кроуфорд — «Вся королевская рать» (за роль Вилли Старка)  |
| Лучший актёр                                                                 | • Кирк Дуглас — «Чемпион» (за роль Майкла «Миджа» Келли)                                          |                                                                      |
| Лучший актёр                                                                 | • Грегори Пек — «Вертикальный взлёт» (за роль генерала Фрэнка Сэвиджа)                            |                                                                      |
| Лучший актёр                                                                 | • Ричард Тодд — «Горячее сердце» (за роль капрала Лахлана «Лачи» МакЛахлана)                      |                                                                      |
| Лучший актёр                                                                 | • Джон Уэйн — «Пески Иводзимы» (за роль сержанта Джона М. Страйкера)                              |                                                                      |
| Лучшая актриса                                                               |                                                                                                   | ★ Оливия де Хэвилленд — «Наследница» (за роль Кэтрин Слопер)         |
| Лучшая актриса                                                               | • Джинн Крейн — «Пинки» (за роль Патриции «Пинки» Джонсон)                                        |                                                                      |
| Лучшая актриса                                                               | • Сьюзен Хэйворд — «Моё глупое сердце» (за роль Элоиз Уинтерс)                                    |                                                                      |
| Лучшая актриса                                                               | • Дебора Керр — «Эдвард, мой сын» (за роль Эвелин Боулт)                                          |                                                                      |
| Лучшая актриса                                                               | • Лоретта Янг — «Приходи в конюшню» (за роль сестры Маргарет)                                     |                                                                      |
| Лучший актёр второго плана                                                   |                                                                                                   | ★ Дин Джаггер — «Вертикальный взлёт» (за роль майора Харви Стовэлла) |
| Лучший актёр второго плана                                                   | • Джон Айрленд — «Вся королевская рать» (за роль Джека Бёрдена)                                   |                                                                      |
| Лучший актёр второго плана                                                   | • Артур Кеннеди — «Чемпион» (за роль Конни Келли)                                                 |                                                                      |
| Лучший актёр второго плана                                                   | • Ральф Ричардсон — «Наследница» (за роль доктора Остина Слопера)                                 |                                                                      |
| Лучший актёр второго плана                                                   | • Джеймс Уитмор — «Поле битвы» (за роль Кинни)                                                    |                                                                      |
| Лучшая актриса второго плана                                                 |                                                                                                   | ★ Мерседес Маккэмбридж — «Вся королевская рать» (за роль Сэди Бёрк)  |
| Лучшая актриса второго плана                                                 | • Этель Берримор — «Пинки» (за роль мисс Эм)                                                      |                                                                      |
| Лучшая актриса второго плана                                                 | • Селеста Холм — «Приходи в конюшню» (за роль сестры Шоластики)                                   |                                                                      |
| Лучшая актриса второго плана                                                 | • Эльза Ланчестер — «Приходи в конюшню» (за роль Амелии Поттс)                                    |                                                                      |
| Лучшая актриса второго плана                                                 | • Этель Уотерс — «Пинки» (за роль Дайси Джонсон)                                                  |                                                                      |
| Лучший сценарий (англ. Best Writing, Story and Screenplay)                   | ★ Роберт Пирош — «Поле битвы»                                                                     | ★ Роберт Пирош — «Поле битвы»                                        |
| Лучший сценарий (англ. Best Writing, Story and Screenplay)                   | • Сидни Бакмен — «Джолсон снова поёт»                                                             |                                                                      |
| Лучший сценарий (англ. Best Writing, Story and Screenplay)                   | • Альфред Хэйес, Федерико Феллини, Серджо Амидеи, Марчелло Пальеро и Роберто Росселлини — «Пайза» |                                                                      |
| Лучший сценарий (англ. Best Writing, Story and Screenplay)                   | • Т. Э. Б. Кларк — «Пропуск в Пимлико»                                                            |                                                                      |
| Лучший сценарий (англ. Best Writing, Story and Screenplay)                   | • Элен Левитт, Дженис Лоб и Сидни Майерс — «Молчаливый» (док.)                                    |                                                                      |
| Лучший адаптированный сценарий (англ. Best Writing, Screenplay)              | ★ Джозеф Л. Манкевич — «Письмо трём жёнам»                                                        | ★ Джозеф Л. Манкевич — «Письмо трём жёнам»                           |
| Лучший адаптированный сценарий (англ. Best Writing, Screenplay)              | • Роберт Россен — «Вся королевская рать»                                                          |                                                                      |
| Лучший адаптированный сценарий (англ. Best Writing, Screenplay)              | • Чезаре Дзаваттини — «Похитители велосипедов»                                                    |                                                                      |
| Лучший адаптированный сценарий (англ. Best Writing, Screenplay)              | • Карл Форман — «Чемпион»                                                                         |                                                                      |
| Лучший адаптированный сценарий (англ. Best Writing, Screenplay)              | • Грэм Грин — «Поверженный идол»                                                                  |                                                                      |
| Лучший литературный первоисточник (англ. Best Writing, Motion Picture Story) | ★ Дуглас Морроу — «История Страттона»                                                             | ★ Дуглас Морроу — «История Страттона»                                |
| Лучший литературный первоисточник (англ. Best Writing, Motion Picture Story) | • Клэр Бут Люс — «Приходи в конюшню»                                                              |                                                                      |
| Лучший литературный первоисточник (англ. Best Writing, Motion Picture Story) | • Ширли У. Смит и Валентайн Дейвис — «Это случается каждой весною»                                |                                                                      |
| Лучший литературный первоисточник (англ. Best Writing, Motion Picture Story) | • Гарри Браун — «Пески Иводзимы»                                                                  |                                                                      |
| Лучший литературный первоисточник (англ. Best Writing, Motion Picture Story) | • Вирджиния Келлогг — «Белое каление»                                                             |                                                                      |

### Другие категории
| Категории                                                        | Лауреаты и номинанты                                                                                             | Лауреаты и номинанты                                                                                         |
| ---------------------------------------------------------------- | --- | --- |
| Лучшая музыка: Саундтрек к драматическому или комедийному фильму | | ★ Аарон Копленд — «Наследница»                                                                               |
| Лучшая музыка: Саундтрек к драматическому или комедийному фильму | • Макс Стайнер — «За лесом»                                                                                      | |
| Лучшая музыка: Саундтрек к драматическому или комедийному фильму | • Дмитрий Тёмкин — «Чемпион»                                                                                     | |
| Лучшая музыка: Саундтрек к музыкальному фильму                   | ★ Роджер Эденс и Ленни Хэйтон — «Увольнение в город»                                                             | ★ Роджер Эденс и Ленни Хэйтон — «Увольнение в город»                                                         |
| Лучшая музыка: Саундтрек к музыкальному фильму                   | • Моррис Столофф и Джордж Данинг — «Джолсон снова поёт»                                                          | |
| Лучшая музыка: Саундтрек к музыкальному фильму                   | • Рэй Хайндорф — «Ища серебряную подкладку»                                                                      | |
| Лучшая песня к фильму                                            | ★ Baby, It’s Cold Outside — «Дочь Нептуна» — музыка и слова: Фрэнк Лоссер                                        | ★ Baby, It’s Cold Outside — «Дочь Нептуна» — музыка и слова: Фрэнк Лоссер                                    |
| Лучшая песня к фильму                                            | • It’s a Great Feeling — «Это великое чувство» — музыка: Жюль Стайн, слова: Сэмми Кан                            | |
| Лучшая песня к фильму                                            | • Lavender Blue — «Так дорого моему сердцу» — музыка: Элиот Дэниэл, слова: Ларри Мори                            | |
| Лучшая песня к фильму                                            | • My Foolish Heart — «Моё глупое сердце» — музыка: Виктор Янг, слова: Нед Вашингтон                              | |
| Лучшая песня к фильму                                            | • Through a Long and Sleepless Night — «Приходи в конюшню» — музыка: Альфред Ньюман, слова: Мак Гордон           | |
| Лучший монтаж                                                    | ★ Гарри В. Герштад — «Чемпион»                                                                                   | ★ Гарри В. Герштад — «Чемпион»                                                                               |
| Лучший монтаж                                                    | • Роберт Пэрриш и Эл Кларк — «Вся королевская рать»                                                              | |
| Лучший монтаж                                                    | • Джон Д. Даннинг — «Поле битвы»                                                                                 | |
| Лучший монтаж                                                    | • Ричард Л. Ван Энгер — «Пески Иводзимы»                                                                         | |
| Лучший монтаж                                                    | • Фредерик Кнудсон — «Окно»                                                                                      | |
| Лучшая операторская работа (Чёрно-белый фильм)                   | ★ Пол Вогел — «Поле битвы»                                                                                       | ★ Пол Вогел — «Поле битвы»                                                                                   |
| Лучшая операторская работа (Чёрно-белый фильм)                   | • Франц Планер — «Чемпион»                                                                                       | |
| Лучшая операторская работа (Чёрно-белый фильм)                   | • Джозеф Лашелл — «Приходи в конюшню»                                                                            | |
| Лучшая операторская работа (Чёрно-белый фильм)                   | • Лео Товер — «Наследница»                                                                                       | |
| Лучшая операторская работа (Чёрно-белый фильм)                   | • Леон Шамрой — «Коварный лис Борджиа»                                                                           | |
| Лучшая операторская работа (Цветной фильм)                       | ★ Уинтон Хок — «Она носила жёлтую ленту»                                                                         | ★ Уинтон Хок — «Она носила жёлтую ленту»                                                                     |
| Лучшая операторская работа (Цветной фильм)                       | • Гарри Стрэдлинг ст. — «Парочка Баркли с Бродвея»                                                               | |
| Лучшая операторская работа (Цветной фильм)                       | • Уильям Э. Снайдер — «Джолсон снова поёт»                                                                       | |
| Лучшая операторская работа (Цветной фильм)                       | • Роберт Х. Плэнк, Чарльз Эдгар Шоенбаум — «Маленькие женщины»                                                   | |
| Лучшая операторская работа (Цветной фильм)                       | • Чарльз Г. Кларк — «Песок»                                                                                      | |
| Лучшая работа художника (Чёрно-белый фильм)                      | ★ Гарри Хорнер, Джон Миэн (постановщики), Эмиль Кури (декоратор) — «Наследница»                                  | ★ Гарри Хорнер, Джон Миэн (постановщики), Эмиль Кури (декоратор) — «Наследница»                              |
| Лучшая работа художника (Чёрно-белый фильм)                      | • Лайл Р. Уилер, Джозеф Ч. Райт (постановщики), Томас Литтл, Пол С. Фокс (декораторы) — «Приходи в конюшню»      | |
| Лучшая работа художника (Чёрно-белый фильм)                      | • Седрик Гиббонс, Джек Мартин Смит (постановщики), Эдвин Б. Уиллис, Ричард Пефферл (декораторы) — «Мадам Бовари» | |
| Лучшая работа художника (Цветной фильм)                          | ★ Седрик Гиббонс, Пол Грессе (постановщики), Эдвин Б. Уиллис, Джек Д. Мур (декораторы) — «Маленькие женщины»     | ★ Седрик Гиббонс, Пол Грессе (постановщики), Эдвин Б. Уиллис, Джек Д. Мур (декораторы) — «Маленькие женщины» |
| Лучшая работа художника (Цветной фильм)                          | • Эдвард Каррере (постановщик), Лайл Б. Рейфснайдер (декоратор) — «Похождения дона Жуана»                        | |
| Лучшая работа художника (Цветной фильм)                          | • Джим Морахэн, Уильям Келлнер, Майкл Релф (постановщики) — «Сарабанда для мёртвых влюблённых»                   | |
| Лучший дизайн костюмов (Чёрно-белый фильм)                       | ★ Эдит Хэд и Жиль Стил — «Наследница»                                                                            | ★ Эдит Хэд и Жиль Стил — «Наследница»                                                                        |
| Лучший дизайн костюмов (Чёрно-белый фильм)                       | • Витторио Нино Новарезе — «Коварный лис Борджиа»                                                                | |
| Лучший дизайн костюмов (Цветной фильм)                           | ★ Лия Родс, Травилла, Марджори Бест — «Похождения дона Жуана»                                                    | ★ Лия Родс, Травилла, Марджори Бест — «Похождения дона Жуана»                                                |
| Лучший дизайн костюмов (Цветной фильм)                           | • Кэй Нельсон — «Мать-первокурсница»                                                                             | |
| Лучший звук                                                      | ★ Томас Т. Моултон (20th Century-Fox SSD) — «Вертикальный взлёт»                                                 | ★ Томас Т. Моултон (20th Century-Fox SSD) — «Вертикальный взлёт»                                             |
| Лучший звук                                                      | • Лесли И. Кэри (Universal-International SSD) — «Ещё раз, моя дорогая»                                           | |
| Лучший звук                                                      | • Дэниэл Дж. Блумберг (Republic SSD) — «Пески Иводзимы»                                                          | |
| Лучшие спецэффекты                                               | ★ ARKO Productions — «Могучий Джо Янг»                                                                           | ★ ARKO Productions — «Могучий Джо Янг»                                                                       |
| Лучшие спецэффекты                                               | • Walter Wanger Pictures — «Тулса»                                                                               | |
| Лучший документальный полнометражный фильм                       | ★ Рассвет в Уди / Daybreak in Udi (Crown Film Unit)                                                              | ★ Рассвет в Уди / Daybreak in Udi (Crown Film Unit)                                                          |
| Лучший документальный полнометражный фильм                       | • Кенджи возвращается домой / Kenji Comes Home (продюсер: Пол Ф. Хёрд)                                           | |
| Лучший документальный короткометражный фильм                     | ★ Шанс жить / A Chance to Live (продюсер: Ричард Де Рошмон)                                                      | ★ Шанс жить / A Chance to Live (продюсер: Ричард Де Рошмон)                                                  |
| Лучший документальный короткометражный фильм                     | ★ Так много за столь малое / So Much for So Little (продюсер: Эдвард Селзер)                                     | |
| Лучший документальный короткометражный фильм                     | • 1848 / 1848 (French Cinema General Cooperative)                                                                | |
| Лучший документальный короткометражный фильм                     | • Прилив / The Rising Tide (St. Francis-Xavier University, Antigonish, Nova Scotia)                              | |
| Лучший короткометражный фильм, снятый на 1 бобину                | ★ Вечеринка в аквариуме / Aquatic House Party (продюсер: Джек Итон)                                              | ★ Вечеринка в аквариуме / Aquatic House Party (продюсер: Джек Итон)                                          |
| Лучший короткометражный фильм, снятый на 1 бобину                | • / Roller Derby Girl (продюсер: Джастин Херман)                                                                 | |
| Лучший короткометражный фильм, снятый на 1 бобину                | • Значит, ты думаешь, что не виновен / So You Think You’re Not Guilty (продюсер: Гордон Холлингсхед)             | |
| Лучший короткометражный фильм, снятый на 1 бобину                | • / Spills and Chills (продюсер: Уолтон Си Эмент)                                                                | |
| Лучший короткометражный фильм, снятый на 1 бобину                | • / Water Trix (продюсер: Пит Смит)                                                                              | |
| Лучший короткометражный фильм, снятый на 2 бобины                | ★ Ван Гог / Van Gogh (продюсеры: Гастон Дил и Робер Эссенс)                                                      | ★ Ван Гог / Van Gogh (продюсеры: Гастон Дил и Робер Эссенс)                                                  |
| Лучший короткометражный фильм, снятый на 2 бобины                | • Мальчик и орёл / The Boy and the Eagle (продюсер: Уильям Ласки)                                                | |
| Лучший короткометражный фильм, снятый на 2 бобины                | • Преследование смерти / Chase of Death (продюсер: Ирвинг Аллен)                                                 | |
| Лучший короткометражный фильм, снятый на 2 бобины                | • Трава всегда зеленее / The Grass Is Always Greener (продюсер: Гордон Холлингсхед)                              | |
| Лучший короткометражный фильм, снятый на 2 бобины                | • Снежный карнавал / Snow Carnival (продюсер: Гордон Холлингсхед)                                                | |
| Лучший короткометражный фильм (мультипликация)                   | ★ Такой знакомый запах / For Scent-imental Reasons (продюсер: Эдвард Селзер)                                     | ★ Такой знакомый запах / For Scent-imental Reasons (продюсер: Эдвард Селзер)                                 |
| Лучший короткометражный фильм (мультипликация)                   | • Нам не страшен серый кот / Hatch Up Your Troubles (продюсер: Фред Куимби)                                      | |
| Лучший короткометражный фильм (мультипликация)                   | • Чистое везение / The Magic Fluke (продюсер: Стивен Босустоу)                                                   | |
| Лучший короткометражный фильм (мультипликация)                   | • Любители игрушек / Toy Tinkers (продюсер: Уолт Дисней)                                                         | |
| Лучший короткометражный фильм (мультипликация)                   | • Много шума из-за канарейки / Canary Row (продюсер: Эдвард Селзер) (отозван с номинации)                        | |

### Специальные награды
| Награда                                                  | Лауреаты | Лауреаты |
| -------------------------------------------------------- | --- | --- |
| Специальная награда за лучший фильм на иностранном языке | ★ Похитители велосипедов / Ladri di biciclette ( Италия) — по решению совета управляющих Академии, как наиболее выдающемуся фильму на иностранном языке, демонстрировавшемуся в США в 1949 году. | ★ Похитители велосипедов / Ladri di biciclette ( Италия) — по решению совета управляющих Академии, как наиболее выдающемуся фильму на иностранном языке, демонстрировавшемуся в США в 1949 году. |
| Специальная награда                                      | | ★ Бобби Дрисколл — выдающемуся юному актёру 1949 года. (as the outstanding juvenile actor of 1949.)                                                                                              |
| Специальная награда                                      | ★ Фред Астер — за его уникальный артистизм и заслуги в развитии музыкального кино. (for his unique artistry and his contributions to the technique of musical pictures.)                         | |
| Специальная награда                                      | ★ Сесиль Б. де Милль — виднейшему пионеру киноискусства, за 37 лет блестящей творческой кинокарьеры. (distinguished motion picture pioneer, for 37 years of brilliant showmanship.)              | |
| Специальная награда                                      | ★ Джин Хершолт — за выдающееся служение на благо кинопроизводства. (for distinguished service to the motion picture industry.)                                                                   | |